# Escabiosa/Sensitiva
Escabiosa/Sensitiva é um fragmento de romance escrito pelo autor brasileiro José de Alencar em meados de 1863. Seria o quarto perfil de mulher que José de Alencar escreveria (os outros são Lucíola, Diva e Senhora) se o houvesse concluído. 
O título Escabiosa/Sensitiva na verdade são dois. É que como trata-se de um rascunho o autor ainda não havia decidido qual dos dois títulos usaria: Escabiosa ou Sensitiva.
José de Alencar pretendia usar como protagonista deste romance incompleto o personagem “Sá” do romance Lucíola, que provavelmente teria um amor adultero com a personagem “Elisa do Vale”, mulher de seu tio.
Esse fragmento é considerado de estilo “machadista” e seria uma continuação do romance Lucíola, mas por motivos desconhecidos o autor não chegou a concluí-lo. Sabe-se que ele é levemente referido por José de Alencar no trigésimo parágrafo, do capítulo X de Lucíola, onde Sá conversa com Paulo:
Escabiosa/Sensitiva conservou-se inédita até 30 de setembro de 1915, quando foi publicado na Revista do Centro de Ciências, Letras e Artes de Campinas, Campinas, Ano XIV, fasc. III. n.º. 40.